# ذاكرة أيقونية
الذاكرة الأيقونية هي سجل الذاكرة الحسية البصرية المتعلقة بالمجال المرئي والبصري ومخزن سَريع التَحلُل للمعلومات البصرية. وهي أحد مكونات نظام الذاكرة البصرية والذي يتضمن أيضًا الذاكرة البصرية قصيرة المدى (VSTM) والذاكرة طويلة المدى (LTM). توصف الذاكرة الأيقونية بأنها مخزن ذاكرة قصير جداً  يقوم بالاحتفاظ بالانطباعات الحسية البصرية بعد توقف المنبه الأصلي، مما يؤدي إلى استمرار التحفيز البصري (لمدة أقل من ثانية واحدة) ولكنها عالية السعة.
تساهم هذه الذاكرة في الذاكرة البصرية قصيرة المدى من خلال توفير تمثيل متماسك لإدراكنا البصري بالكامل لفترة زمنية قصيرة جدًا. تساعد الذاكرة الأيقونية في حساب الظواهر مثل عمى عدم الانتباه واستمرارية التجربة أثناء حركة العين الرمشية. لم يعد يُنظر إلى الذاكرة الأيقونية على أنها كيان واحد، ولكن بدلاً من ذلك، تتكون من عنصرين مميزين على الأقل. تستمر التجارب الكلاسيكية بالإضافة إلى التقنيات الحديثة في توفير نظرة دقيقة لطبيعة تخزين هذا النوع من الذاكرة الحسية.